# Jakub Říha
Jakub Říha (ur. 27 lutego 1992) – czeski kolarz górski, brązowy medalista mistrzostw świata.

## Kariera
Największy sukces w karierze Jakub Říha osiągnął w 2009 roku, kiedy zdobył brązowy medal w four-crossie podczas mistrzostw świata w Canberze. W zawodach tych wyprzedzili go jedynie Australijczyk Jared Graves oraz Francuz Romain Saladini. Jest to jak dotąd jedyny medal wywalczony przez niego na międzynarodowej imprezie tej rangi. Nie brał udziału w igrzyskach olimpijskich.